# جیان تائو
جیان تائو (انگلیسی: Jian Tao؛ زادهٔ ۲۲ ژوئن ۲۰۰۱) بازیکن فوتبال است.
وی همچنین در تیم‌های ملی فوتبال رده پایه چین بازی کرده‌است.